# Mycetosoritis
Mycetosoritis is een geslacht van mieren uit de onderfamilie van de Myrmicinae (Knoopmieren).

## Soorten
- M. aspera (Mayr, 1887)
- M. clorindae (Kusnezov, 1949)
- M. explicata Kempf, 1968
- M. hartmanni (Wheeler, W.M., 1907)
- M. vinsoni Mackay, 1998